# Hubert Castets
Hubert Castets est un footballeur puis entraîneur français, né le 10 novembre 1971 à Alençon. Il évolue au poste de défenseur central de la fin des années 1980 au milieu des années 2000. Il devient par la suite entraîneur vers la fin des années 2000.

## Biographie
Durant sa carrière professionnelle, Hubert Castets joue 11 matchs en Division 1 avec Le Havre Athletic Club Football Association et 95 en Division 2 avec l'Union sportive Créteil-Lusitanos et le Clermont Foot 63.
En 2009, Castets décroche le Brevet d'État d'éducateur sportif 2 spécifique.
Entraîneur du FC Équeurdreville de 2008 à 2012, il entraîne l'Entente Saint-Gilloise la saison suivante. Il entraîne ensuite le Stade pontivyen, puis les Papillions Bleus Spézet en 2014. Après deux années, une montée en Promotion d'Honneur (PH), quatrième niveau régional et une victoire en coupe du Finistère, Hubert Castets quitte le club. En 2016, il rejoint l'US Trégunc, club de deuxième division régionale, club qu'il envoi en Nationale 3.
Pour la saison 2020/2021, il remplace Franck Kerdiles à Plouzané, club de la région brestoise évoluant en Nationale 3. Il y reste jusqu'en 2023 après deux descentes consécutives en R1 puis en R2. Il rejoint le Stade plabennecois en juin 2023 et le quitte d'un commun accord avec le club en novembre 2024.
Hubert Castets est divorcé et a un fils.

## Palmarès
- Coupe Gambardella : 
  - Champion en 1989 avec Le Havre Athletic Club Football Association

- Division 2 : 
  - Champion en 1991 avec Le Havre Athletic Club Football Association

- National : 
  - Champion en 2002 avec le Clermont Foot 63